# إعادة الضبط الاستراتيجية
كانت إعادة الضبط الاستراتيجية إطارًا سياسيًا صُمم لوقف التدخل الأمريكي غير المُجدي في العراق المُتشظي، وتعزيز موقف الولايات المتحدة في جميع أنحاء الشرق الأوسط . عسكريًا، تشير كلمة "إعادة الضبط" إلى "سلسلة من الإجراءات لاستعادة الوحدات إلى المستوى المطلوب من القدرة القتالية بما يتناسب مع متطلبات المهمة المستقبلية".
يدعو الاقتراح إلى تسخير القوة العسكرية والاقتصادية والدبلوماسية الأمريكية لحماية مصالح الأمن القومي الحيوية، بدلاً من إنفاق هذه القوة في مساعي تحقيق تقدم سياسي في ظل صراعات داخلية وخارجية متعددة في العراق. وتتضمن خطة إعادة ضبط الاستراتيجية أربعة تدابير رئيسية:
- الاعتراف بالتشرذم السياسي والديموغرافي في العراق
- تنفيذ إعادة الانتشار العسكري السريع على مراحل
- إرساء أساليب محلية وإقليمية لتحسين الأمن والدبلوماسية في الشرق الأوسط
- تطوير استراتيجية عملية لحل الصراع العربي الإسرائيلي.

حُدِّد الإطار في تقرير صدر عام 2007 عن مركز التقدم الأمريكي، وهو مركز أبحاث تقدمي مقره واشنطن العاصمة.

## خلفية
لقد وضع مركز التقدم الأمريكي الإطار لإعادة ضبط الاستراتيجية على أساس أنه "مع دخول حرب العراق عامها الخامس، لا تزال إدارة بوش تفتقر إلى خطة واقعية للتعامل مع الشرق الأوسط والعراق". وقد وضع الزميلان البارزان برايان كاتوليس ولورانس جيه كورب، إلى جانب بيتر جول، الخطة في شكل تقرير من 64 صفحة صدر في 25 يونيو/حزيران 2007.
في عام 2007، عندما نشر الجنرال المتقاعد من مشاة البحرية الأميركية جون جيه شيان مقالاً افتتاحياً في إحدى الصحف يشرح فيه قراره بعدم قبول منصب "قيصر الحرب" أو مدير تنفيذ البيت الأبيض للصراعات في العراق وأفغانستان، كتب:
- ما وجدته في مناقشاتي مع أعضاء حاليين وسابقين في هذه الإدارة هو أنه لا توجد رؤية استراتيجية متفق عليها لمشكلة العراق أو المنطقة... وبعد مناقشات مدروسة مع أشخاص داخل هذه الإدارة وخارجها، خلصت إلى أن عملية صنع القرار الحالية في واشنطن تفتقر إلى الارتباط برؤية أوسع للمنطقة وكيفية ترابط أجزائها استراتيجيًا.[3]

واستناداً إلى الجنرال شيهان، يقدم التقرير أمثلة لما وصفه بسبع سنوات من التقدم النسبي في الشرق الأوسط (1994-2000) تلتها سبع سنوات من النكسات (2001-2007)، مثل:
- تراجعت وتوقفت عملية السلام العربية الإسرائيلية، ثم اندلعت الحرب بين إسرائيل وحزب الله.
- في أواخر تسعينيات القرن العشرين، اُستُبدِل احتواء العراق وفرض العقوبات عليه بأزمات اللاجئين والحرب.
- النفوذ العالمي الجديد لإيران والتقدم المتزايد في برنامجها النووي.
- حركة حماس من هامش المسرح السياسي إلى مركزه وفوزها في الانتخابات التشريعية الفلسطينية عام 2006.
- العلاقة المباشرة بين أسعار النفط وارتفاع مستويات العنف في الشرق الأوسط.

اعتمدت الاستراتيجية الأمريكية في العراق عام 2007 على التقدم السياسي العراقي، وزيادة أعداد القوات الأمريكية في البلاد، وتنويع أساليب الدعم السياسي والاقتصادي. وبينما أيد أنصار إعادة ضبط الاستراتيجية التنويع، لا سيما فيما يتعلق بـ"وضع الاستراتيجية في إطار نهج إقليمي"، إلا أنهم يعارضون بشدة إرسال المزيد من القوات الأمريكية إلى العراق، ويؤكدون أن "الفرضية الأساسية لاستراتيجية بوش لزيادة القوات - وهي أن قادة العراق سيتخذون قرارات حاسمة لدفع عملية الانتقال السياسي والمصالحة الوطنية في بلادهم - هي في أحسن الأحوال مضللة وغير قابلة للتنفيذ بوضوح".
في عام 2006، أصدرت مجموعة دراسة العراق، المكونة من حزبين، تقريرًا شددت فيه على ضرورة انسحاب القوات ومضاعفة الجهود الدبلوماسية، بما في ذلك الجهود المبذولة لمعالجة الصراع العربي الإسرائيلي. كما ذكر التقرير أن على الحكومة العراقية "الإسراع في تولي مسؤولية الأمن العراقي"، وأن "المهمة الأساسية للقوات الأمريكية في العراق يجب أن تتطور إلى دعم الجيش العراقي، الذي سيتولى المسؤولية الأساسية عن العمليات القتالية". يختلف مؤيدو إطار إعادة الضبط الاستراتيجي مع الشروط الأخيرة، زاعمين أن "مجموعة دراسة العراق كانت تدرس عراقًا لم يعد موجودًا"، وأن دمج القوات الأمريكية لدعم القوات العراقية "سيخلق مشاكل حماية قوات لا يمكن السيطرة عليها للقوات الأمريكية". تؤكد إعادة الضبط الاستراتيجي على جعل مكافحة الإرهاب الدور الرئيسي للقوات الأمريكية، بدلًا من إشراكها في الصراع الطائفي. كما تؤكد على ضرورة الاعتراف بفشل المصالحة الوطنية العراقية وتكييف السياسة الأمريكية مع اللامركزية الحتمية للسياسة العراقية.
في عام 2007، وصفت صحيفة واشنطن بوست اقتراحاً تقدمت به وزيرة الخارجية الأميركية كوندوليزا رايس بأنه "إعادة ضبط استراتيجية"، وكان الاقتراح على شكل "تفسير علني مفصل على نحو غير عادي للجهود الأميركية الجديدة الرامية إلى خلق تحالف فعلي بين إسرائيل والدول العربية المعتدلة ضد التطرف الإيراني".

## مبادئ إطار إعادة الضبط الاستراتيجي
يؤكد دعاة إعادة ضبط الاستراتيجية أن سوء تقدير الإدارة الحالية لسياسة العراق قد عرّض مصالح الأمن القومي للولايات المتحدة للخطر، وأن عليها التحرك فورًا لمنع المزيد من استنزاف جيشها، ولمواجهة التهديد الإرهابي العالمي المتنامي بفعالية. تتطلب الاستراتيجية سحب القوات الأمريكية من العراق بسرعة، وإشراكها في جهود مواجهة هذا التهديد، مع نشر الموارد السياسية المتاحة في جميع أنحاء الشرق الأوسط للحد من الصراع في العراق وضمان الاستقرار في المنطقة ككل. كما تتطلب من الولايات المتحدة اتخاذ إجراءات على جبهات متعددة، وخاصةً الصراع العربي الإسرائيلي، من أجل حشد الدعم الدولي وتعزيز الالتزام الإقليمي بهذا الاستقرار. ومن المتطلبات الأخرى تعاون المجتمع الدولي لتعزيز سيادة القانون، وتشجيع الحكومات الشرعية غير العدوانية في الشرق الأوسط، ومنع تشكيل "فراغات أمنية" يستغلها تنظيم القاعدة. 

### التكيف مع تجزئة العراق
منذ عام 2005، استمرت الصراعات الطائفية الرئيسية في العراق في توليد العنف على مستويات عالية، وفشل العراق في هندسة حل سياسي للمشاكل التي تغذيها. في شمال العراق، يتقاتل التركمان والأكراد والعرب على اختصاص حكومة إقليم كردستان، وتشن تركيا غارات على حزب العمال الكردستاني. في الجنوب والغرب، على التوالي، هناك عنف بين الشيعة والعنف بين السنة العراقيين والسنة المرتبطين بتنظيم القاعدة؛ تستضيف بغداد والمناطق المحيطة بها أعنف أعمال عنف في شكل حرب أهلية بين السنة والشيعة. يشير أنصار إعادة الضبط الاستراتيجية إلى أنه لم يُحرز أي تقدم كبير في "المعايير" التي وضعتها وزيرة الخارجية الأمريكية كوندوليزا رايس مثل الإصلاح الدستوري أو القوانين التي تنظم الانتخابات الإقليمية أو توزيع عائدات النفط أو معاملة المواطنين الخاضعين لاجتثاث البعث؛ يزعمون أنه لا توجد سياسة واقعية يمكن أن تتنبأ بحل الصراعات الطائفية في العراق على حكم سلطة حاكمة عراقية موحدة. في 26 يونيو/حزيران 2007، على سبيل المثال، داهمت قوات الكوماندوز العراقية منزل وزير الثقافة أسعد كمال الهاشمي، الذي يُعتقد أنه أمر بمحاولة اغتيال أودت بحياة ابني مثال الألوسي، عضو البرلمان العراقي. ووفقًا لمركز أبحاث السياسة المركزية، "يختلف قادة العراق اختلافًا جوهريًا حول ماهية العراق وطبيعة الدولة التي ينبغي أن يكون عليها، ولم ينجح التحول السياسي في العراق في سد هذه الخلافات. وقد أدى هذا الافتقار إلى التوافق السياسي بين قادة العراق إلى صراع عنيف على السلطة".

### وقف التسليح غير المشروط لقوات الأمن

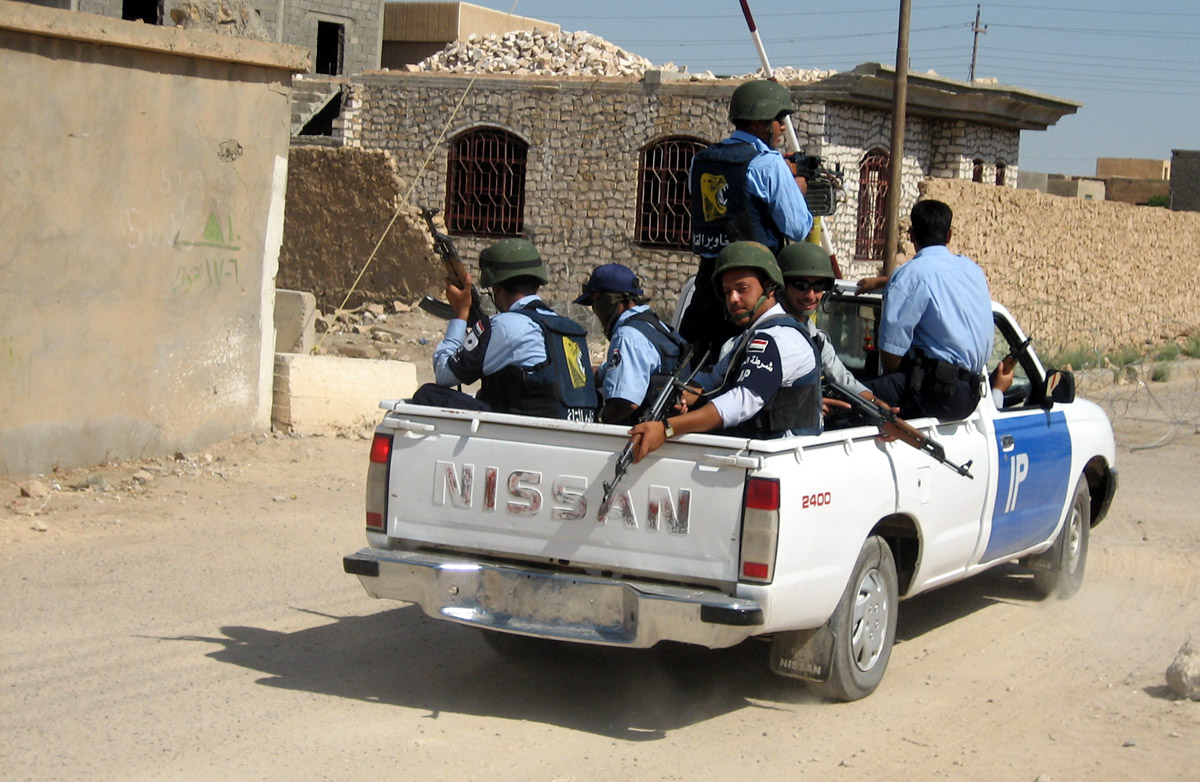
الشرطة العراقية تقوم بدورية في الكرابلة بعد العثور على عبوة ناسفة في مدرسة للبنات

في إطار إعادة الضبط الاستراتيجي، يتمثل أحد الحلول الفورية للردب السياسي في وقف إمداد قوات الأمن العراقية بالأسلحة، والتي يتجاوز عددها الآن 500 ألف عنصر. ووفقًا لمركز القيادة المركزية الأمريكية، فإن هذه القوات الأمنية - التي لا تزال تتلقى دعمًا أمريكيًا كبيرًا - تُظهر انقسامًا في الولاءات ينبع مباشرةً من الانقسامات في الهيكل السياسي؛ فقد تورطت في الفساد، والانتماء إلى الميليشيات، وفرق الموت، وقتل القوات الأمريكية المرسلة لتدريبها. "المشكلة الأساسية التي تواجه قوات الأمن العراقية هي افتقارها إلى الولاء، وفي كثير من الحالات، إلى الدافع للدفاع عن بلادها. لقد أنفقت الولايات المتحدة أكثر من 20 مليار دولار على بناء جيش وطني وقوة شرطة لا تتمتع بوحدة ودعم قادتها." يرى مؤيدو إعادة الضبط الاستراتيجي خطرين في السماح باستمرار السياسة الحالية المتمثلة في تسليح وتدريب هذه القوات الأمنية: الخطر الأول هو أن الولايات المتحدة تُزود أطرافًا متعارضة في حرب أهلية بالأسلحة. على سبيل المثال، قال ماثيو يجلسياس، الكاتب في مجلة ذا أتلانتيك،
إن تسليح وتدريب قوات الأمن العراقية في غياب حل سياسي ليس مجرد مضيعة للوقت والمال، بل هو أيضًا أمرٌ غير مُجدٍ على الإطلاق. إن أسلحتنا وتمويلنا يُؤجج الصراع الأهلي في ظل انقسام سياسي عميق، وليس هناك أي ضمانات على الإطلاق بشأن من ستُوجَّه هذه الأسلحة ضده العام المقبل أو العام الذي يليه.

#### اللامركزية
الرد الثاني على التشتت السياسي العراقي هو لامركزية السياسة الأمريكية وهيكل السلطة في العراق. يدعو إطار إعادة الضبط الاستراتيجي إلى إعادة توزيع موظفي السفارة الأمريكية في بغداد على "مقرات إقليمية" مُقامة في جميع أنحاء العراق. كما يدعو الولايات المتحدة إلى التخلي عن بناء سفارة جديدة في بغداد، والتي يُتوقع أن تكون الأكبر في العالم. ووفقًا للتقرير، فإن اعتماد هذا النهج العملي والمحلي في توزيع الدبلوماسيين وموظفي الاستخبارات سيمثل تقدمًا على ثلاث جبهات: سيوفر قواعد للعمليات الاستخباراتية لمكافحة الإرهاب، ويسمح للمسؤولين الأمريكيين بتقديم الدعم القنصلي لما يُقدر بمليوني نازح داخلي في العراق، ويعزز علاقات العمل بين الموظفين الأمريكيين والمؤسسات العراقية المحلية.

### إعادة الانتشار العسكري على مراحل
إعادة الانتشار التدريجي هي الركيزة الأساسية الثانية لإطار إعادة ضبط الاستراتيجية. تدعو الخطة الولايات المتحدة إلى الإعلان فورًا عن "عدم نيتها الاحتفاظ بقواعد أو قوات عسكرية دائمة في العراق"، وبدء هيكل انتشار جديد يسمح للقوات العاملة حاليًا في العراق بالتناوب على العودة إلى الوطن، بينما تنفذ القوات القادمة مهام مكافحة الإرهاب من مواقع مثل تركيا وأفغانستان والكويت. يُفترض أن تبقى قوة مؤقتة يتراوح قوامها بين 8000 و10000 جندي في شمال العراق حتى عام 2009، على أن تغادر جميع القوات الأخرى تقريبًا العراق بحلول سبتمبر 2008. تُعد إعادة الانتشار أمرًا بالغ الأهمية لاستراتيجية إعادة ضبط الاستراتيجية، ويرجع ذلك أساسًا إلى قدرتها على تقويض الإرهاب: إذ يجادل المؤيدون بأن الوجود العسكري الأمريكي في العراق يمنح تنظيم القاعدة أداة تجنيد قوية، بالإضافة إلى مبرر أيديولوجي لاستمرار العنف. ويجادلون بأن الضربة الأشد ضررًا التي يمكن أن توجهها الولايات المتحدة لمثل هذه المنظمات في العراق هي الانسحاب. وقال أيمن الظواهري في 5 مايو/أيار 2007 إن إعادة الانتشار الأميركية المقترحة من شأنها أن "تحرمنا من فرصة تدمير القوات الأميركية التي وقعنا في فخ تاريخي".
ستؤدي إعادة الضبط إلى سحب القوات الأمريكية من العراق مع الحفاظ على القدرة على ضرب الأهداف الإرهابية هناك وفي أماكن أخرى. وسيشمل هيكل القوات الأمريكية في الشرق الأوسط بعد إعادة الانتشار: لواءً من الجيش وسربًا جويًا تكتيكيًا متمركزين في الكويت؛ ولواءان خفيفان متحركان من الجيش متمركزان في المناطق الكردية الشمالية [من العراق]؛ ووحدة مشاة بحرية استطلاعية عائمة في الخليج العربي؛ وأربعة إلى خمسة ألوية قتالية من الجيش متمركزة في أفغانستان لإكمال المهمة غير المنجزة المتمثلة في القضاء على تنظيم القاعدة هناك.

### الأمن والدبلوماسية
تجمع الخطة بين إعادة الانتشار ومبادرات لتعزيز الأمن والدبلوماسية في الشرق الأوسط. وتشمل هذه المبادرات:
- تكثيف الجهود لإشراك الدول المجاورة للعراق في التقدم الإقليمي نحو الاستقرار. تقترح الاستراتيجية إشراك هذه الدول من خلال تنبيهها إلى التكاليف المحلية المحتملة لمزيد من زعزعة الاستقرار؛ كما تشير إلى أن وجود القوات الأمريكية المعاد نشرها سيشكل رادعًا لمن قد ينساقون لاستغلال ضعف العراق الحالي.[13]
- إجراءات محددة لمنع تصعيد الصراع بين الأكراد والتركمان والعرب قرب مدينة كركوك الشمالية. كركوك، الغنية بالنفط والتي يسكنها أغلبية كردية، هي موضوع استفتاء مقرر، ومن المتوقع أن يؤدي إلى انضمام المدينة إلى كردستان العراق، وهو احتمال يثير قلق أقليات كركوك، وكذلك جيرانها تركيا وسوريا.[17]
- مبادرات أمنية تستهدف الجهاديين العائدين إلى أوطانهم بحثًا عن أهداف للعنف بعد مغادرة الولايات المتحدة للعراق. وتستفيد هذه الاستراتيجية الجديدة من الروابط التي نشأت بين شبكات الاستخبارات والسلطات المحلية من خلال تكثيف الجهود الدبلوماسية.[13]
- المساعدات الإنسانية للاجئين العراقيين. نزح نحو أربعة ملايين عراقي بسبب الصراع، فهربوا إما إلى مصر وسوريا والأردن ودول الخليج العربي، أو إلى مواقع معظمها في جنوب ووسط العراق.[18] وتهدف الاستراتيجية إلى حشد الدعم الدولي لهؤلاء النازحين . كما تقترح، لأسباب أخلاقية وسياسية، أن تزيد الولايات المتحدة بشكل كبير عدد اللاجئين العراقيين الذين تقبلهم سنويًا، من سبعة آلاف إلى مئة ألف.[13]

### الصراع العربي الإسرائيلي

الجدار الإسرائيلي في الضفة الغربية

تتطلب إعادة ضبط الاستراتيجية تعزيز الجهود الدبلوماسية الأمريكية لحل الصراع العربي الإسرائيلي بشكل كبير. السبب الرئيسي الأول لهذا المطلب هو أن الصراع يُعتبر ذا آثار مزعزعة للاستقرار في المنطقة بأسرها؛ والسبب الثاني هو أنه، بما أن الصراع يُنظر إليه كقوة دافعة وراء المشاعر المعادية لأمريكا، فإن تعزيز المشاركة الأمريكية في عملية السلام من شأنه أن يمنح الولايات المتحدة وضعًا سياسيًا أقوى إقليميًا. تدعو الاستراتيجية الرئيس بوش إلى تعيين مبعوث للشرق الأوسط وسفيرين كبيرين كخطوة أولى في هذا الاتجاه. وتشمل الخطوات الرئيسية الأخرى ما يلي:
- استراتيجيات لإدارة الأزمات مثل الصراع بين فتح وحماس.
- توفير إطار دبلوماسي لتنسيق مقترحات السلام الإقليمية والدولية.
- التواصل الدبلوماسي مع إيران وسوريا يشبه استراتيجية الولايات المتحدة الدبلوماسية في الحرب الباردة مع الصين والاتحاد السوفييتي.
- دعم سيادة القانون "المستهدف بذكاء" لتخفيف الفراغات الأمنية الناجمة عن عدم الاستقرار السياسي.[13]

## الانتقادات
وقد انتقد ديفيد جودن، الكاتب في صحيفة دي موين ريجستر، الاقتراح ووصفه بأنه "ليبرالية إمبريالية"، مدعياً أن "الاحتلالات العسكرية الأجنبية هي السبب الجذري للإرهاب الإسلامي" وأن "خطة مركز التقدم الأمريكي لإعادة الضبط الاستراتيجي لن تحقق سلاماً دائماً أو عادلاً".

## روابط خارجية
تقرير "إعادة الضبط الاستراتيجي" في مركز التقدم الأمريكي